# Хайд, Лоуренс, 1-й граф Рочестер
Ло́уренс Хайд, 1-й граф Ро́честер (англ. Laurence Hyde, 1st Earl of Rochester; март 1642 — 2 мая 1711) — английский государственный и политический деятель, сын Эдварда Хайда. Был одним из самых ярых сторонников Якова II, тем не менее поддержал Вильгельма Оранского во время т. н. «Славной революции». Считается одним из основоположников торизма.

## Ранние годы. Начало политической карьеры
Был вторым сыном известного историка и политика Эдвада Хайда от второго брака. Известно также, что Лоуренс Хайд был крещён 15 марта 1642 года.
После реставрации монархии неоднократно избирался в палату общин. В 1679 году Хайд был отправлен в качестве посла ко двору польского короля Яна Собеского
В ноябре 1679 года Карл II назначил Лоуренса Хайда на должность 1-го лорда казначейства (что фактически означало и назначение на должность главы правительства). На протяжении пяти лет он успешно руководил правительством. Во многом благодаря влиянию Лоуренса Хайда был отклонён «Билль об отводе». Таким образом этот ловкий политик обрёл могущественного покровителя в лице наследника престола.
Один из противников Хайда, маркиз Галифакс, жаловался на некомпетентность Лоуренса Хайда, на его бесхозяйственность. Вскоре Рочестер покинул пост главы английского казначейства, но был назначен лордом-председателем Совета.

## Правление Якова II
В 1685 году Карл II умер. Законных детей у него не было, поэтому королём стал Джеймс, герцог Йоркский, которого в отечественной историографии принято именовать Яковом. В правление короля-католика граф Рочестер занимал высшие государственные должности, некоторое время возглавлял кабинет министров. Король Яков неоднократно настаивал на принятии Хайдом католичества, но последний ловко уклонялся от такой неудобной настойчивости, но из-за этой же настойчивости граф в 1686 был отправлен в отставку.

## Славная революция
15 ноября 1688 года принц Вильгельм Оранский высадился в Англии со своей армией. Лорд Рочестер, как и многие другие влиятельные сановники, быстро переметнулся на сторону оранжистов (сторонников Вильгельма).
Изначально Лоуренс Хайд был категорически против коронации Вильгельма и Марии как соправителей, предлагая им от имени изгнанного Якова стать регентами, но вскоре поменял своё решение. В годы совместного правления короля Вильгельма и королевы Марии Рочестер имел большой вес на политической арене страны. В те годы, когда монарх с супругою своею и принцесса Анна, племянница Хайда, наследница трона, чрезвычайно враждовали, граф Рочестер занимал нейтральную позицию.

## Последние годы жизни
В период правления королевы Анны роль Хайда в политической жизни страны, несмотря на то что он был одним из лидеров «крайних тори», была незначительной, он занимал в основном церемониальные должности. Умер граф в 1711 году в возрасте 69 лет.